# 波纳

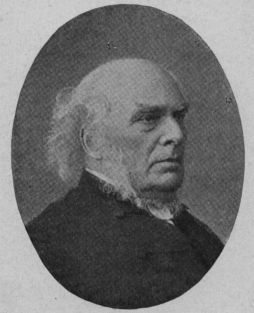
波纳

波纳（Horatius Bonar，/həˈreɪʃəs ˈbɒnˌɑːr, ˈbɒnər/；1808年12月19日—1889年7月31日）是一位19世紀苏格兰牧师、诗人。

## 生平
波纳於1808年12月19日生於愛丁堡，他的父亲是苏格兰律师詹姆斯·波纳（1758-1821年），母亲马乔里·皮奥特·梅特兰。这个家庭住在爱丁堡的布劳顿区。他在爱丁堡接受教育。他在愛丁堡大学神學院讀書時，在当时最有名的一位教授托马斯·查默斯（Thomas Chalmers）手下嚴格受教，查默斯在當時神學家中是一個非常愛主且有豐盛屬靈生命的人。在他手下所有學生中，波納是最傑出的一位。和查默斯在一起那一段時間，實在為波納帶來極大的祝福，而且對他一生的事工具有決定性的影響力。
他的家族在苏格兰教会相当有名，曾担任牧师达364年之久。他這一代11个兄弟姊妹中，两位兄弟约翰·詹姆斯和安德鲁·亚历山大都是苏格兰自由教会的著名牧师。
1853年，波纳获得阿伯丁大学荣誉神学博士学位。
1889年7月31日，他死在帕默斯顿路10 号家中，安葬在修士门墓地（Canongate Kirkyard）亚历山大·波纳和他的父母的墓穴，靠近东部扩展区的底部。

## 家庭
1843年，他与简·凯瑟琳·伦迪结婚。她于1876年去世。
他们的五个年幼的孩子相继去世。在他们的晚年，一个守寡的女儿，带着五个小孩，回到父母身边生活。
他们的孩子包括霍拉提乌斯·尼尼安·波纳牧师（生于1860年）。
格里诺克的约翰·詹姆斯·波纳牧师（1803-1891年）是他的兄弟。

## 事工
波纳原本服务于苏格兰国教苏格兰长老会。從神學院畢業後，開始，他被派到利斯负责圣约翰堂，那地方是窮鄉僻壤，人民以粗野不馴著名。這一個艱難的環境，使波納的品格得到訓練，並為他的屬靈生命，打下一個美好結實的基礎。
他后来在苏格兰的凯尔索工作，帶進一個大的復興。影響深廣，所以人們都稱他為“凱爾塞”的波納。
在1843年苏格兰教会大分裂时，有四百名傳道人脫離國教会（占总数三分之一），另外成立苏格兰自由教会。波納和他的老師查默斯是其中主要分子。
1867年迁往爱丁堡，接管查默斯纪念教堂Chalmers Memorial Church（以他的大学老师托马斯·查默斯博士命名）。1883年，他当选为苏格兰自由教会的大会主席。
波納因著神在他身上，特別培養雕刻的工作，使他不但成為一個有豐盛屬靈生命的人，並且更是使他在那一時代神兒女中，具有巨大的屬靈影響力。為著維護屬靈見證，對抗黑暗權勢時，不惜犧牲一切的勇敢精神；以及他在建立教會事工上的能力和恩賜，並他在服事神兒女時的那樣忠誠勤勞，從不顧及自己的疲乏和健康，總是超過他體力迫切的工作，因之處處在在都使神兒女由衷地敬愛他。他在神兒女中屬靈之影響力，一直到他死後，仍運行在神兒女中間。他在聖詩這方面的貢獻。他也是那一時代的大詩人，他的詩歌一直流傳到今天，仍是神兒女最寶貴的產業，和極大的祝福。因著他在詩歌方面傑出的天才，和他寫的詩歌所帶給神兒女的靈感和祝福，更被人稱為“蘇格蘭的聖詩之王”。
蘇格蘭國教，已完全墮落到一個非常形式化，而缺少生命的死硬組織中，更可怕的，是國教和政治不能分開，一切事都直接受政府的監督和控制。許多清心愛主的神的僕人，覺得蘇格蘭國教已完全落在政府控制之下，並且處處干涉各地教會一切的事，而他們認為屬靈的事，不能由那完全不認識主的人，甚至是非基督徒來控制。到了那一個時候，這一個干涉已嚴重扼殺了聚會中的屬靈生命，並且嚴重損傷聖靈的主權，甚至基本的信仰。所忍受的犧牲和痛苦，他們得被迫放棄他們的一切產業，他們也失掉了所有的薪水，每一個出來的人都沒有一點收入，並且也得放棄並離開還留在國教中的一切親朋好友，因他們被定罪為國教之叛徒，還在國教裏的人不能和他們來往，而瞻望前面，他們正像亞伯拉罕一樣：“出去的時候還不知道往哪里去”，踏入一個十分渺茫、自己完全不知道也沒有把握的境地中。經過了一段艱苦日子之後，他們就建立了許多真正有聖靈自由，而被聖靈所管理的聚會，並且他們又建立了新的家室，有了自己的醫院！不僅教會在很短時間中，有力的站了起來，並且他們還差派許多傳教士把福音帶到遠方去。
波納實在是一位有傑出領導才能的屬靈首領，因著主在他身上的雕刻和工作，處處他都能在他的性格中，表現出耶穌基督的偉大，經過了和蘇格蘭的國教這樣嚴重的衝突和分離，等待神的工作穩定之後，他就伸出手來，向原來教會尋求和諧，因著他的才能和謙卑，從不紀念國教給他們的痛苦和折磨，他終於彌補了神兒女中分裂的傷痕，而使聖徒們能和諧的來往。所以他們能很喜樂地稱他們是一班和一切聖徒都能合一的教會，不論是愛他們或是反對他們的！生命和能力從那裏一直湧流出來，影響並幫助各地聖徒。
當他投身于工作時，他常被人形容為精力無窮之泉源，不知疲乏不顧身體勞苦服事神的兒女，而他從天上來的靈感也是如此，他是一個多產的作者，在那一時期間，他也常訪問倫敦，常被邀請在Mildmay Park Confernce作講員，而在那時代中，只有少數人能得到在那聚會中講道這一個榮譽，於是波納的聲望和屬靈影響力，更廣泛深入到全國神兒女中間。那時他也開始出一本屬靈雜誌季刊叫做〈Journal of Prophecy〉這本季刊，也給當時神兒女，帶來遠大的屬靈影響力。
他的著作很多，其中尤以〈一宿雖有哭泣〉最能説明聖徒們。內容說到“神的家”的意義：我們生在神的家中，在萬有中被分別出來，為要呼召我們進入與父子聖靈偉大的交通裏面。另一意義乃是：要率領眾子進榮耀，這是主在神的家中最大的責任；又說到神的家(教會)就是基督的身體，這一個身體就是基督豐滿的彰顯，神永世的計畫就是要讓基督的豐滿，藉著教會充滿萬有，完成神的計畫。今天主在神的家中一切的工作，都是向著這一個榮耀的目的。雖然經歷許多損失使我們痛苦，但“一宿雖有哭泣，早晨便必歡呼”，這本書不僅幫助許多神的兒女，更是波納一生經歷的一個縮影。
他的詩歌，他寫詩的歷史開始得很早，所以他寫的詩很多，曾出版了好幾本詩集，在那五十年之間，他的詩歌在英國是最普遍被神兒女所使用的，由此可知他的詩歌對神兒女的影響力有多大。他的詩歌中，膾炙人口的就有六百首之多，他有一個習慣，無論工作和休息，無論在何處，他身邊總是帶著一本筆記簿，無論什麼時候，他一得著主的亮光，靈感在他裏面就像泉源湧出，他就立刻把這一切都記在他的本子裏面，所以每次我們唱他寫的詩時，總是覺得有那樣豐富的靈感，而且覺得從上頭來的能力，他不大注意寫詩的小節，不拘泥于韻文的完全，而且他也無意在寫完後再作修正的工作，就付梓出版。等他去世之後，他的孩子們說，他從不注意詩歌的結構和詞藻，只是全力發揮所捕捉到的靈感，並全力把從主所得的資訊，用詩歌表達出來。他寫的詩歌種類也極廣，無論在福音，生命以及其他各方面。他都有非常美好的詩歌，而在這一切不同種類的詩歌當中，我們都能摸著一個共同的特點，就是都洋溢著神向我們的大愛，和聖徒對神的摯愛。他曾出過好些詩集，最有名的一集叫做信心和盼望的詩集。另外他的詩歌有一個特點，他不大在詩歌中，表達他自己的經歷和感覺，而只注意把人帶到主面前，並把人帶回到當初教會最古老的信心和盼望裏去，而這些，正是現在神的兒女所失去的。
下列幾首詩歌，是在他這許多詩歌中特別突出的：
〈聽見主的聲音〉和另一首是〈主，在此我要與你面對面〉後者是有關於擘餅用的詩歌，很少有一首擘餅詩歌能超過這一首。他寫此詩時，正是當他在凱爾塞初期時，一次擘餅聚會後，主那樣與他們同在，甚至每一個人都因著主的愛而忘記了自己的存在，會後聖靈就把這詩歌放在他心中。
另外一首：〈將你生命充滿我〉，詩歌內充滿了禱告和讚美的靈。
〈起來作工〉(“Go，Labour On”)，是當他來Leith這一個最坎坷艱難的工廠裏，埋頭工作時，許多同工都因著工作環境太為難，而覺得氣餒灰心，為此在一次禱告會之後，波納就寫了這首詩，為著激勵他和同工，靠著主在艱難中一起努力往前。
〈求你揀選我道路〉(“The Way Not Mine，O Lord”)(《聖徒詩歌》第365首)和“Beloved，Let Us Love”這兩首詩可說是他詩歌中的代表作。
還有一首詩歌，是他自己所最喜歡的“when the weary seeking rest”，是根據歷代志下六章二十九、三十兩節：“你的民以色列，或是眾人，或是一人，自覺災禍甚苦，向這殿舉手，無論祈求什麼，禱告什麼，求你從天上你的居所垂聽赦免，你是知道人心的，要照各人所行的待他們”所寫的。

## 著作
他是一位广受欢迎的多产作家，著述丰富。1848年至1873 年，他还担任《预言季刊》（"The Quarterly journal of Prophecy"）的编辑，以及1859年至1879 年《基督徒宝库》（"Christian Treasury"）编辑。除了许多赞美诗书籍和小册子；其中许多圣诗，如“听见主的声音”（"I heard the voice of Jesus say"）和"Blessing and Honor and Glory and Power"，在英语世界广为人知。 其中一部分结集为三册Hymns of Faith and Hope出版。他最后一卷诗集是My Old Letters。波纳还撰写了他认识的几位牧师的传记，包括1869年后者与波纳的女儿结婚，1882年在法国担任传教士时去世。
他的圣诗包括：
- Fill thou my life, O Lord, my God
- 我听见耶稣温柔声音（I heard the Voice of Jesus say）
- 只要是你道路（Thy way, not mine, O Lord）
- A few more years shall roll
- Come Lord and tarry not
- 没有血，没有坛（No blood，no altar now）
- 为着这饼和这杯（For the bread and for the wine）

他的著作包括：
- 《一宿雖有哭泣》